# 国梁镇
国梁镇，是中华人民共和国重庆市大足区下辖的一个乡镇级行政单位。

## 歷史沿革
宣統元年置雲路鄉。民國35年為紀念鄉人饒國梁更名國梁鄉，至今相沿。1958年建公社，1984年改為鄉。1985年轄8村1居委，境域19平方公里，人口11,353人。1993年合併曲水鄉建國梁鎮，轄15村1居委，人口23,771人。2003年並村：併合力入雙山村，紅專入方碑村，團堡入邊橋村，金樓入三鳳村，龍盤入陽光村，豐收入曲水村，雨團入全力村，雲路入街村居委。轄7村1居委，境域38.79平方公里。至2005年無變，人口24,003人。2011年仍轄7村1社區，境域無變，戶籍人口2.39萬人。

## 行政区划
- 國梁鄉（雲路鄉）（8）：雲路村、雙山村、邊橋村、團堡村、合力村、三鳳村、龍盤村、金樓村
- 曲水鄉（黃桷鄉）（7）：紅專村、方碑村、陽光村、曲水村、雨團村、全力村、豐收村

国梁镇下辖以下地区：
街村社区、双山村、方碑村、边桥村、三凤村、阳光村、曲水村和全力村。

### 2003年調整的區劃[3]
- 一、將原街村居委會、雲路村合併為一個居委會，名為街村社區居委會；
- 二、將原雙山村、合力村合併為一個村，名為雙山村；
- 三、將原方碑村、紅專村合併為一個村，名為方碑村；
- 四、將原邊橋村、團堡村合併為一個村，名為邊橋村；
- 五、將原三鳳村、金樓村合併為一個村，名為三鳳村；
- 六、將原陽光村、龍盤村合併為一個村，名為陽光村；
- 七、將原曲水村、豐收村合併為一個村，名為曲水村；
- 八、將原全力村、雨團村合併為一個村，名為全力村。